# Вулиця Данила Щербаківського
Ву́лиця Дани́ла Щербакі́вського — вулиця в Шевченківському районі міста Києва, місцевість Нивки. Пролягає від Берестейского проспекту до вулиці Стеценка та площі Валерія Марченка.
Прилучаються вулиці Балакліївська, Марка Безручка, Всеволода Петріва, Естонська, Вовчогірська, Ґолди Меїр, Ружинська, Салютна, провулок Всеволода Петріва.

## Історія
Виникла в середині XX століття під назвою 860-та Нова. З 1953 року мала назву вулиця Щербакова на честь радянського партійного діяча Олександра Щербакова. З кінця 1950-х років, як будували житловий масив Нивки, вулицю не раз подовжували.
У 1976 році від неї відділено вулицю Маршала Гречка (сучасна вулиця Івана Виговського). Тоді вулиця набула теперішніх меж.
Теперішня назва на честь українського науковця, дослідника українського народного мистецтва Данила Щербаківського — з 2016 року.

## Меморіальні дошки
На будинку № 72, у котрому з квітня 1963 до жовтня 1983 жив український дисидент-правозахисник Валерій Марченко, установлено меморіальну дошку на його честь.

Меморіальна дошка Валерію Марченку

## Установи та заклади
- Культурна асоціація «Новий Акрополь» [Архівовано 26 червня 2017 у Wayback Machine.] (буд. № 9-А)
- Будинок дитячої творчості Шевченківського району (буд. № 18)
- Відділення зв'язку № 111 (буд. № 60)
- Відділення зв'язку № 174 (буд. № 33)
- Загальноосвітня середня школа № 95 (буд. № 61-Г)
- Загальноосвітня середня школа № 175 ім. Валерія Марченка (буд. № 58-А)
- Спеціалізована юнацька бібліотека імені Олени Теліги (буд. № 33)
- Бібліотека імені Миколи Костомарова (буд. № 51-В)
- Поліклініка № 5 Шевченківського району (буд. № 70)
- Київський міський психоневрологічний диспансер № 4 (буд. № 64-А)
- Ринок «Нивки» (буд. № 47)